# رودلف باور
رودلف باور (بالمجرية: Bauer Rudolf)‏ (و. 1879 – 1932 م) هو منافس ألعاب قوى مجري، ولد في بودابست، شارك في الألعاب الأولمبية الصيفية 1900، توفي في مقاطعة باتش-كيشكون، عن عمر يناهز 53 عاماً.

## روابط خارجية
- رودلف باور على موقع اللجنة الأولمبية الدولية (الإنجليزية)
- رودلف باور على موقع أوليمبيديا (الإنجليزية)
- رودلف باور على موقع اللجنة الأولمبية المجرية (الهنغارية)